# Sara Errani
Sara Errani (født 29. april 1987 i Bologna, Italien) er en professionel tennisspiller fra Italien.